# Colégio Metodista Americano
O Colégio Metodista Americano é uma escola privada localizada na cidade brasileira de Porto Alegre.

## História
Considerado o mais antigo colégio ainda em atividade de Porto Alegre, o colégio foi fundado em 19 de outubro de 1885, com o nome de "Colégio Evangélico Misto n° 1", e funcionava então em um prédio alugado no Centro da Capital. 
Com o falecimento de sua fundadora, Carmen Chacon, em 1889, a administração da escola passou a ser exercida pela Divisão de Mulheres da Igreja Episcopal do Sul, originária dos Estados Unidos. Como era supervisionado por mulheres americanas, admitindo somente meninas como alunas, foi chamado popularmente de "Colégio das Americanas" e, mais tarde, apenas de "Americano".
Em 1921, suas alunas fundaram o grêmio estudantil "Rui Barbosa" (Gerb), a mais antiga organização estudantil do Brasil. No mesmo ano, o colégio passou a funcionar em um prédio próprio, com regimes de internato e externato, na Avenida Independência. Em 1945, o Americano se mudou para sua atual sede, no bairro Rio Branco.
Em 2024, os prédios do colégio foram leiloados e o Americano passou a fazer parte da Raiz Educação.

## Alunos famosos
- Maria Teresa Fontela Goulart, ex-primeira-dama do Brasil.[3]
- Lya Luft, escritora
- Mina Lubianca, médica
- Tania S. Irigaray, pintora
- Anne Schneider, organista